# جيم باترسون (لاعب كرة قدم)
جيم باترسون (بالإنجليزية: Jim Paterson)‏ هو لاعب كرة قدم بريطاني في مركزي الوسط وظهير، ولد في 25 سبتمبر 1979 في بلزهيل ‏ في المملكة المتحدة. شارك مع منتخب اسكتلندا تحت 21 سنة لكرة القدم. أما مع النوادي، فقد لعب مع دندي يونايتد ودونفرملين أثلتيك ونادي أبردين ونادي بريستول روفيرز ونادي بليموث أرجايل ونادي ستنهاوسموير ونادي سلتيك نايشون ونادي شامروك روفرز ونادي ماذرويل.

## وصلات خارجية
- جيم باترسون (لاعب كرة قدم) على موقع قاعدة بيانات كرة القدم.إي يو (الإنجليزية)
- جيم باترسون (لاعب كرة قدم) على موقع Soccerbase.com (لاعب) (الإنجليزية)
- جيم باترسون (لاعب كرة قدم) على موقع Soccerway.com (الإنجليزية)